# Playoffs du championnat de France de basket-ball 2018-2019
Navigation
Playoffs 2018 Playoffs 2020
Les playoffs du championnat de France de Jeep Elite opposent à l'issue de la saison régulière les huit meilleures équipes du championnat. Ils se déroulent en trois tours (quarts de finale au meilleur des trois matchs, puis demi-finales et finale au meilleur des cinq matchs). Le vainqueur est couronné champion de France.
L'édition 2019 fait suite à la saison régulière 2018-2019.

## Formule

### Règlement
| Match | Quarts de finale                    | Demi-finales                        | Finale                              |
| ----- | ----------------------------------- | ----------------------------------- | ----------------------------------- |
| 1     | Meilleur bilan en saison régulière  | Meilleur bilan en saison régulière  | Meilleur bilan en saison régulière  |
| 2     | Moins bon bilan en saison régulière | Meilleur bilan en saison régulière  | Meilleur bilan en saison régulière  |
| 3     | Meilleur bilan en saison régulière  | Moins bon bilan en saison régulière | Moins bon bilan en saison régulière |
| 4     | -                                   | Moins bon bilan en saison régulière | Moins bon bilan en saison régulière |
| 5     | -                                   | Meilleur bilan en saison régulière  | Meilleur bilan en saison régulière  |

Les huit meilleures équipes de la saison régulière sont qualifiées pour les playoffs de Pro A. La compétition se déroule en trois tours (quarts de finale, demi-finales et la finale).
Les quarts de finale se déroulent au meilleur des trois manches. Si une équipe mène la série 2 à 0, le troisième match n'est pas disputé. Les demi-finales et la finale se jouent au meilleur des cinq manches. Les matchs 4 et 5 sont disputés uniquement si nécessaire.
Le tableau des playoffs est défini suivant le classement des équipes à l'issue de la saison régulière. Lors des quarts de finale, le premier affronte le huitième (rencontre A), le second affronte le septième (rencontre B), le troisième affronte le sixième (rencontre C) et le quatrième affronte le cinquième (rencontre D). Lors des demi-finales, le vainqueur de la rencontre A affronte le vainqueur de la rencontre D (rencontre E) et le vainqueur de la rencontre B affronte le vainqueur de la rencontre C (rencontre F). La finale oppose le vainqueur de la rencontre E au vainqueur de la rencontre F. Le vainqueur de cette finale est désigné champion de France de Pro A.
Pour chaque tour, l'équipe jouant la rencontre à domicile est définie suivant le tableau ci-contre.

## Équipes qualifiées

### Classement de la saison régulière et chronologie des qualifications
| Rang | Équipe               | Bilan | Statut   | Date (et journée) d'obtention   | Date (et journée) d'obtention       | Date (et journée) d'obtention |
| Rang | Équipe               | Bilan | Statut   | Qualification pour les playoffs | Avantage du terrain au premier tour | Première place                |
| ---- | -------------------- | ----- | -------- | ------------------------------- | ----------------------------------- | ----------------------------- |
| 1    | Lyon-Villeurbanne    | 27-7  | Qualifié | 28 avril 2019                   | 28 avril 2019                       | 13 mai 2019                   |
| 2    | Monaco F             | 24-10 | Qualifié | 29 avril 2019                   | 7 mai 2019                          |                               |
| 3    | Dijon                | 23-11 | Qualifié | 4 mai 2019                      | 14 mai 2019                         |                               |
| 4    | Nanterre             | 23-11 | Qualifié | 27 avril 2019                   | 7 mai 2019                          |                               |
| 5    | Pau-Lacq-Orthez      | 21-13 | Qualifié | 12 mai 2019                     |                                     |                               |
| 6    | Strasbourg L         | 20-14 | Qualifié | 18 mai 2019                     |                                     |                               |
| 7    | Limoges              | 20-14 | Qualifié | 12 mai 2019                     |                                     |                               |
| 8    | Le Mans T            | 20-14 | Qualifié | 18 mai 2019                     |                                     |                               |
| 9    | Bourg-en-Bresse      | 19-15 | Éliminé  |                                 |                                     |                               |
| 10   | Boulazac             | 17-17 | Éliminé  |                                 |                                     |                               |
| 11   | Gravelines-Dunkerque | 16-18 | Éliminé  |                                 |                                     |                               |
| 12   | Levallois            | 14-20 | Éliminé  |                                 |                                     |                               |
| 13   | Châlons-Reims        | 13-21 | Éliminé  |                                 |                                     |                               |
| 14   | Chalon-Sur-Saône     | 12-22 | Éliminé  |                                 |                                     |                               |
| 15   | Cholet               | 11-23 | Éliminé  |                                 |                                     |                               |
| 16   | Le Portel            | 10-24 | Éliminé  |                                 |                                     |                               |
| 17   | Fos-sur-Mer P        | 9-25  | Éliminé  |                                 |                                     |                               |
| 18   | Antibes              | 7-27  | Éliminé  |                                 |                                     |                               |

| Légende :                            |
| - Qualifié pour les Play-offs        |
| - Éliminé de la course aux Play-offs |
| T : Tenant du titre                  |
| F : Finaliste de Pro A 2017-2018     |
| L : Vainqueur de la Leaders Cup 2019 |
| P : Promu de Pro B 2017-2018         |
| Source classement : lnb.fr           |

| \| Nanterre Strasbourg Monaco Pau Le Mans Limoges Dijon Villeurbanne \| Localisation des clubs engagés en playoffs 2018. |
| Nanterre Strasbourg Monaco Pau Le Mans Limoges Dijon Villeurbanne                                                        |

| Nanterre Strasbourg Monaco Pau Le Mans Limoges Dijon Villeurbanne |

## Tableau et programme
|  | Quarts de finale | Quarts de finale  | Quarts de finale | Quarts de finale | Quarts de finale |    |    | Demi-finales      | Demi-finales | Demi-finales | Demi-finales | Demi-finales | Demi-finales | Demi-finales |  |  | Finale | Finale            | Finale | Finale | Finale | Finale | Finale |
|  |                  |                   |                  |                  |                  |    |    |                   |              |              |              |              |              |              |  |  |        |                   |        |        |        |        |        |
|  | 1                | Lyon-Villeurbanne | 73               | 70               | -                |    |    |                   |              |              |              |              |              |              |  |  |        |                   |        |        |        |        |        |
|  | 8                | Le Mans           | 67               | 63               | -                |    |    |                   |              |              |              |              |              |              |  |  |        |                   |        |        |        |        |        |
|  | 8                | Le Mans           | 67               | 63               | -                |    | 1  | Lyon-Villeurbanne | 91           | 82           | 99           | -            | -            |              |  |  |        |                   |        |        |        |        |        |
|  |                  |                   |                  |                  |                  |    | 1  | Lyon-Villeurbanne | 91           | 82           | 99           | -            | -            |              |  |  |        |                   |        |        |        |        |        |
|  |                  | 4                 | Nanterre         | 72               | 70               | 56 | -  | -                 |              |              |              |              |              |              |  |  |        |                   |        |        |        |        |        |
|  | 4                | 4                 | Nanterre         | 72               | 70               | 56 | -  | -                 | Nanterre     | 101          | 64           | 84           |              |              |  |  |        |                   |        |        |        |        |        |
|  | 4                |                   |                  |                  |                  |    |    |                   | Nanterre     | 101          | 64           | 84           |              |              |  |  |        |                   |        |        |        |        |        |
|  | 5                | Pau-Lacq-Orthez   | 65               | 76               | 69               |    |    |                   |              |              |              |              |              |              |  |  |        |                   |        |        |        |        |        |
|  |                  |                   |                  |                  |                  |    |    |                   |              |              |              |              |              |              |  |  | 1      | Lyon-Villeurbanne | 81     | 73     | 62     | 81     | 66     |
|  |                  | 2                 | Monaco           | 71               | 67               | 97 | 89 | 55                |              |              |              |              |              |              |  |  |        |                   |        |        |        |        |        |
|  | 2                | Monaco            | 93               | 90               | -                |    |    |                   |              |              |              |              |              |              |  |  |        |                   |        |        |        |        |        |
|  | 7                | Limoges           | 73               | 62               | -                |    |    |                   |              |              |              |              |              |              |  |  |        |                   |        |        |        |        |        |
|  | 7                | Limoges           | 73               | 62               | -                |    | 2  | Monaco            | 82ap         | 84           | 81           | -            | -            |              |  |  |        |                   |        |        |        |        |        |
|  |                  |                   |                  |                  |                  |    | 2  | Monaco            | 82ap         | 84           | 81           | -            | -            |              |  |  |        |                   |        |        |        |        |        |
|  |                  | 3                 | Dijon            | 77               | 75               | 78 | -  | -                 |              |              |              |              |              |              |  |  |        |                   |        |        |        |        |        |
|  | 3                | 3                 | Dijon            | 77               | 75               | 78 | -  | -                 | Dijon        | 94           | 89ap         | -            |              |              |  |  |        |                   |        |        |        |        |        |
|  | 3                |                   |                  |                  |                  |    |    |                   | Dijon        | 94           | 89ap         | -            |              |              |  |  |        |                   |        |        |        |        |        |
|  | 6                | Strasbourg        | 62               | 85               | -                |    |    |                   |              |              |              |              |              |              |  |  |        |                   |        |        |        |        |        |

## Quarts de finale

### Lyon-Villeurbanne - Le Mans
| 25 mai 2019 20h00 | Rapport | Lyon-Villeurbanne                                                     | 73–67                               | Le Mans                                                                    |  | Astroballe, Villeurbanne |
| 25 mai 2019 20h00 | Rapport | Score par quart-temps : 22-24, 14-15, 21-14, 16-14                    |                                     |                                                                            |  | Astroballe, Villeurbanne |
| 25 mai 2019 20h00 | Rapport | Score par mi-temps : 36-39, 37-28                                     |                                     |                                                                            |  | Astroballe, Villeurbanne |
| 25 mai 2019 20h00 | Rapport | Miro Bilan, 17 Adreian Payne, 7 Mantas Kalnietis, 8 Adreian Payne, 18 | Points Rebonds Passes d. Évaluation | Kendrick Ray, 22 Wilfried Yeguete, 13 Michael Thompson, 4 Kendrick Ray, 27 |  | Astroballe, Villeurbanne |

| 27 mai 2019 20h00 | Rapport | Le Mans                                                                  | 63–70                               | Lyon-Villeurbanne                                                         |  | Antarès, Le Mans |
| 27 mai 2019 20h00 | Rapport | Score par quart-temps : 11-13, 15-18, 18-16, 19-23                       |                                     |                                                                           |  | Antarès, Le Mans |
| 27 mai 2019 20h00 | Rapport | Score par mi-temps : 26-31, 37-39                                        |                                     |                                                                           |  | Antarès, Le Mans |
| 27 mai 2019 20h00 | Rapport | Kendrick Ray, 16 Richard Hendrix, 11 Antoine Eito, 5 Richard Hendrix, 21 | Points Rebonds Passes d. Évaluation | Amine Noua, 15 Charles Kahudi, 9 Mantas Kalnietis, 7 Mantas Kalnietis, 19 |  | Antarès, Le Mans |
| 27 mai 2019 20h00 | Rapport | Lyon-Villeurbanne remporte la série 2 matchs à 0.                        |                                     |                                                                           |  | Antarès, Le Mans |

| Lyon-Villeurbanne | Lyon-Villeurbanne | Catégorie                   | Le Mans   | Le Mans                       |
| ----------------- | ----------------- | --------------------------- | --------- | ----------------------------- |
| Adreian Payne     | 26 (13)           | Points (moy. par match)     | 38 (19)   | Kendrick Ray                  |
| Charles Kahudi    | 14 (7)            | Rebonds (moy. par match)    | 22 (11)   | Wilfried Yeguete              |
| Mantas Kalnietis  | 15 (7,5)          | Passes (moy. par match)     | 6 (3)     | Antoine Eito Michael Thompson |
| Mantas Kalnietis  | 32 (16)           | Évaluation (moy. par match) | 41 (20,5) | Kendrick Ray                  |

| Match | Joueur           | Équipe            | Évaluation | Points | Rebonds | Passes |
| ----- | ---------------- | ----------------- | ---------- | ------ | ------- | ------ |
| 1     | Adreian Payne    | Lyon-Villeurbanne | 18         | 15     | 7       | 1      |
| 2     | Mantas Kalnietis | Lyon-Villeurbanne | 19         | 8      | 7       | 7      |

### Monaco - Limoges
| 24 mai 2019 19h30 | Rapport | Monaco                                                              | 93–73                               | Limoges                                                                   |  | Salle Gaston Médecin, Monaco |
| 24 mai 2019 19h30 | Rapport | Score par quart-temps : 27-20, 28-13, 25-23, 13-17                  |                                     |                                                                           |  | Salle Gaston Médecin, Monaco |
| 24 mai 2019 19h30 | Rapport | Score par mi-temps : 55-33, 38-40                                   |                                     |                                                                           |  | Salle Gaston Médecin, Monaco |
| 24 mai 2019 19h30 | Rapport | Dee Bost, 17 Eric Buckner, 9 Gerald Robinson, 6 Gerald Robinson, 22 | Points Rebonds Passes d. Évaluation | Axel Bouteille, 20 Jerry Boutsiele, 5 Jordan Taylor, 5 Axel Bouteille, 20 |  | Salle Gaston Médecin, Monaco |

| 26 mai 2019 18h30 | Rapport | Limoges                                                                 | 62–90                               | Monaco                                                                        |  | Palais des sports de Beaublanc, Limoges |
| 26 mai 2019 18h30 | Rapport | Score par quart-temps : 16-25, 25-25, 13-21, 8-19                       |                                     |                                                                               |  | Palais des sports de Beaublanc, Limoges |
| 26 mai 2019 18h30 | Rapport | Score par mi-temps : 41-50, 21-40                                       |                                     |                                                                               |  | Palais des sports de Beaublanc, Limoges |
| 26 mai 2019 18h30 | Rapport | Jordan Taylor, 19 Jerry Boutsiele, 5 Jordan Taylor, 5 Jordan Taylor, 22 | Points Rebonds Passes d. Évaluation | Billy Yakuba Ouattara, 18 Eric Buckner, 7 Gerald Robinson, 6 Jarrod Jones, 21 |  | Palais des sports de Beaublanc, Limoges |
| 26 mai 2019 18h30 | Rapport | Monaco remporte la série 2 matchs à 0.                                  |                                     |                                                                               |  | Palais des sports de Beaublanc, Limoges |

| Monaco                | Monaco    | Catégorie                   | Limoges   | Limoges         |
| --------------------- | --------- | --------------------------- | --------- | --------------- |
| Billy Yakuba Ouattara | 31 (15,5) | Points (moy. par match)     | 30 (15)   | Jordan Taylor   |
| Eric Buckner          | 16 (8)    | Rebonds (moy. par match)    | 10 (5)    | Jerry Boutsiele |
| Gerald Robinson       | 12 (6)    | Passes (moy. par match)     | 10 (5)    | Jordan Taylor   |
| Gerald Robinson       | 40 (20)   | Évaluation (moy. par match) | 33 (16,5) | Jordan Taylor   |

| Match | Joueur          | Équipe | Évaluation | Points | Rebonds | Passes |
| ----- | --------------- | ------ | ---------- | ------ | ------- | ------ |
| 1     | Gerald Robinson | Monaco | 22         | 15     | 5       | 6      |
| 2     | Jarrod Jones    | Monaco | 21         | 16     | 6       | 1      |

### Dijon - Strasbourg
| 25 mai 2019 20h30 | Rapport | Dijon                                                           | 94–62                               | Strasbourg                                                   |  | Palais des sports Jean-Michel-Geoffroy, Dijon |
| 25 mai 2019 20h30 | Rapport | Score par quart-temps : 21-19, 21-10, 29-11, 23-22              |                                     |                                                              |  | Palais des sports Jean-Michel-Geoffroy, Dijon |
| 25 mai 2019 20h30 | Rapport | Score par mi-temps : 42-29, 52-33                               |                                     |                                                              |  | Palais des sports Jean-Michel-Geoffroy, Dijon |
| 25 mai 2019 20h30 | Rapport | David Holston, 15 Axel Julien, 6 Axel Julien, 7 Axel Julien, 23 | Points Rebonds Passes d. Évaluation | Ali Traore, 16 Traoré, Eddie, 5 Mike Green, 6 Ali Traore, 18 |  | Palais des sports Jean-Michel-Geoffroy, Dijon |

| 27 mai 2019 20h00 | Rapport | Strasbourg                                                               | 85–89                               | Dijon                                                                 | ap | Rhénus Sport, Strasbourg |
| 27 mai 2019 20h00 | Rapport | Score par quart-temps : 26-9, 25-13, 12-30, 12-23 ; prolongation : 10-14 |                                     |                                                                       | ap | Rhénus Sport, Strasbourg |
| 27 mai 2019 20h00 | Rapport | Score par mi-temps : 51-22, 24-53                                        |                                     |                                                                       | ap | Rhénus Sport, Strasbourg |
| 27 mai 2019 20h00 | Rapport | Green, Eddie, 17 Ali Traore, 9 Mardy Collins, 8 Mike Green, 19           | Points Rebonds Passes d. Évaluation | Axel Julien, 28 Alexandre Chassang, 9 Axel Julien, 12 Axel Julien, 35 | ap | Rhénus Sport, Strasbourg |
| 27 mai 2019 20h00 | Rapport | Dijon remporte la série 2 matchs à 0.                                    |                                     |                                                                       | ap | Rhénus Sport, Strasbourg |

| Dijon              | Dijon    | Catégorie                   | Strasbourg | Strasbourg    |
| ------------------ | -------- | --------------------------- | ---------- | ------------- |
| Axel Julien        | 42 (21)  | Points (moy. par match)     | 28 (14)    | Jarell Eddie  |
| Alexandre Chassang | 13 (6,5) | Rebonds (moy. par match)    | 14 (7)     | Ali Traore    |
| Axel Julien        | 19 (9,5) | Passes (moy. par match)     | 11 (5,5)   | Mardy Collins |
| Axel Julien        | 58 (29)  | Évaluation (moy. par match) | 34 (17)    | Ali Traore    |

| Match | Joueur      | Équipe | Évaluation | Points | Rebonds | Passes |
| ----- | ----------- | ------ | ---------- | ------ | ------- | ------ |
| 1     | Axel Julien | Dijon  | 23         | 14     | 6       | 7      |
| 2     | Axel Julien | Dijon  | 35         | 28     | 4       | 12     |

### Nanterre - Pau-Lacq-Orthez
| 24 mai 2019 20h45 | Rapport | Nanterre                                                                        | 101–65                              | Pau-Lacq-Orthez                                                                        |  | Palais des sports Maurice-Thorez, Nanterre | RMC Sport 2 |
| 24 mai 2019 20h45 | Rapport | Score par quart-temps : 27-14, 23-19, 28-20, 23-12                              |                                     |                                                                                        |  | Palais des sports Maurice-Thorez, Nanterre | RMC Sport 2 |
| 24 mai 2019 20h45 | Rapport | Score par mi-temps : 50-33, 51-32                                               |                                     |                                                                                        |  | Palais des sports Maurice-Thorez, Nanterre | RMC Sport 2 |
| 24 mai 2019 20h45 | Rapport | Adas Juškevičius, 20 Hugo Invernizzi, 6 Juškevičius, Senglin, 5 Juškevičius, 24 | Points Rebonds Passes d. Évaluation | Taqwa Pinero, 14 Vitalis Chikoko, 8 Mickey McConnell, 4 Pinero, Chikoko, McConnell, 11 |  | Palais des sports Maurice-Thorez, Nanterre | RMC Sport 2 |

| 26 mai 2019 18h30 | Rapport | Pau-Lacq-Orthez                                                        | 76–64                               | Nanterre                                                                  |  | Palais des sports, Pau | RMC Sport 2 |
| 26 mai 2019 18h30 | Rapport | Score par quart-temps : 20-12, 22-14, 11-22, 23-16                     |                                     |                                                                           |  | Palais des sports, Pau | RMC Sport 2 |
| 26 mai 2019 18h30 | Rapport | Score par mi-temps : 42-26, 34-38                                      |                                     |                                                                           |  | Palais des sports, Pau | RMC Sport 2 |
| 26 mai 2019 18h30 | Rapport | Donta Smith, 18 Vitalis Chikoko, 10 Donta Smith, 6 Vitalis Chikoko, 22 | Points Rebonds Passes d. Évaluation | Julian Gamble, 16 Julian Gamble, 13 Pálsson, Senglin, 2 Julian Gamble, 24 |  | Palais des sports, Pau | RMC Sport 2 |

| 28 mai 2019 20h45 | Rapport | Nanterre                                                                    | 84–69                               | Pau-Lacq-Orthez                                                       |  | Palais des sports Maurice-Thorez, Nanterre | RMC Sport 2 |
| 28 mai 2019 20h45 | Rapport | Score par quart-temps : 24-17, 10-19, 24-20, 26-13                          |                                     |                                                                       |  | Palais des sports Maurice-Thorez, Nanterre | RMC Sport 2 |
| 28 mai 2019 20h45 | Rapport | Score par mi-temps : 34-36, 50-33                                           |                                     |                                                                       |  | Palais des sports Maurice-Thorez, Nanterre | RMC Sport 2 |
| 28 mai 2019 20h45 | Rapport | Haukur Pálsson, 25 Jeremy Senglin, 6 Johnson, Senglin, 4 Haukur Palsson, 23 | Points Rebonds Passes d. Évaluation | Vitalis Chikoko, 17 Vitalis Chikoko, 6 Donta Smith, 5 Donta Smith, 13 |  | Palais des sports Maurice-Thorez, Nanterre | RMC Sport 2 |
| 28 mai 2019 20h45 | Rapport | Nanterre remporte la série 2 matchs à 1.                                    |                                     |                                                                       |  | Palais des sports Maurice-Thorez, Nanterre | RMC Sport 2 |

| Nanterre       | Nanterre  | Catégorie                   | Pau-Lacq-Orthez | Pau-Lacq-Orthez  |
| -------------- | --------- | --------------------------- | --------------- | ---------------- |
| Haukur Pálsson | 47 (15,7) | Points (moy. par match)     | 41 (13,7)       | Vitalis Chikoko  |
| Julian Gamble  | 22 (7,3)  | Rebonds (moy. par match)    | 24 (8)          | Vitalis Chikoko  |
| Jeremy Senglin | 11 (3,7)  | Passes (moy. par match)     | 13 (4,3)        | Mickey McConnell |
| Haukur Pálsson | 47 (15,7) | Évaluation (moy. par match) | 45 (15)         | Vitalis Chikoko  |

| Match | Joueur           | Équipe          | Évaluation | Points | Rebonds | Passes |
| ----- | ---------------- | --------------- | ---------- | ------ | ------- | ------ |
| 1     | Adas Juškevičius | Nanterre        | 24         | 20     | 0       | 5      |
| 2     | Vitalis Chikoko  | Pau-Lacq-Orthez | 22         | 16     | 10      | 1      |
| 3     | Haukur Pálsson   | Nanterre        | 23         | 25     | 1       | 2      |

## Demi-finales

### Monaco - Dijon
| 1er juin 2019 18h30 | Rapport | Monaco                                                                                | 82–77                               | Dijon                                                                     | ap | Salle Gaston Médecin, Monaco | RMC Sport 2 |
| 1er juin 2019 18h30 | Rapport | Score par quart-temps : 17-4, 23-25, 14-21, 18-22 ; prolongation : 10-5               |                                     |                                                                           | ap | Salle Gaston Médecin, Monaco | RMC Sport 2 |
| 1er juin 2019 18h30 | Rapport | Score par mi-temps : 40-29, 32-43                                                     |                                     |                                                                           | ap | Salle Gaston Médecin, Monaco | RMC Sport 2 |
| 1er juin 2019 18h30 | Rapport | Billy Yakuba Ouattara, 19 Billy Yakuba Ouattara, 8 Lazeric Jones, 9 Lazeric Jones, 18 | Points Rebonds Passes d. Évaluation | Holston, Julien, 19 Alexandre Chassang, 8 David Holston, 7 Gavin Ware, 20 | ap | Salle Gaston Médecin, Monaco | RMC Sport 2 |

| 3 juin 2019 20h45 | Rapport | Monaco                                                                          | 84–75                               | Dijon                                                        |  | Salle Gaston Médecin, Monaco | RMC Sport 2 |
| 3 juin 2019 20h45 | Rapport | Score par quart-temps : 20-10, 18-21, 29-23, 17-21                              |                                     |                                                              |  | Salle Gaston Médecin, Monaco | RMC Sport 2 |
| 3 juin 2019 20h45 | Rapport | Score par mi-temps : 38-31, 46-44                                               |                                     |                                                              |  | Salle Gaston Médecin, Monaco | RMC Sport 2 |
| 3 juin 2019 20h45 | Rapport | Billy Yakuba Ouattara, 23 Paul Lacombe, 6 Dee Bost, 8 Billy Yakuba Ouattara, 25 | Points Rebonds Passes d. Évaluation | Gavin Ware, 20 Gavin Ware, 6 Axel Julien, 7 Ware, Julien, 22 |  | Salle Gaston Médecin, Monaco | RMC Sport 2 |

| 6 juin 2019 20h45 | Rapport | Dijon                                                                      | 78–81                               | Monaco                                                                     |  | Palais des sports Jean-Michel-Geoffroy, Dijon | RMC Sport 2 |
| 6 juin 2019 20h45 | Rapport | Score par quart-temps : 25-14, 18-20, 15-23, 20-24                         |                                     |                                                                            |  | Palais des sports Jean-Michel-Geoffroy, Dijon | RMC Sport 2 |
| 6 juin 2019 20h45 | Rapport | Score par mi-temps : 43-34, 35-47                                          |                                     |                                                                            |  | Palais des sports Jean-Michel-Geoffroy, Dijon | RMC Sport 2 |
| 6 juin 2019 20h45 | Rapport | David Holston, 17 Chassang, Kinsey, 4 David Holston, 5 Holston, Kinsey, 20 | Points Rebonds Passes d. Évaluation | Kikanović, Ouattara, 15 Eric Buckner, 11 Dee Bost, 4 Elmedin Kikanović, 19 |  | Palais des sports Jean-Michel-Geoffroy, Dijon | RMC Sport 2 |
| 6 juin 2019 20h45 | Rapport | Monaco remporte la série 3 matchs à 0.                                     |                                     |                                                                            |  | Palais des sports Jean-Michel-Geoffroy, Dijon | RMC Sport 2 |

| Monaco                | Monaco    | Catégorie                   | Dijon     | Dijon         |
| --------------------- | --------- | --------------------------- | --------- | ------------- |
| Billy Yakuba Ouattara | 56 (18,7) | Points (moy. par match)     | 47 (15,7) | David Holston |
| Billy Yakuba Ouattara | 18 (6)    | Rebonds (moy. par match)    | 15 (5)    | Gavin Ware    |
| Dee Bost              | 17 (5,7)  | Passes (moy. par match)     | 17 (5,7)  | David Holston |
| Billy Yakuba Ouattara | 56 (18,7) | Évaluation (moy. par match) | 50 (16,7) | Gavin Ware    |

| Match | Joueur                | Équipe | Évaluation | Points | Rebonds | Passes |
| ----- | --------------------- | ------ | ---------- | ------ | ------- | ------ |
| 1     | Lazeric Jones         | Monaco | 18         | 11     | 2       | 9      |
| 2     | Billy Yakuba Ouattara | Monaco | 25         | 23     | 4       | 2      |
| 3     | Elmedin Kikanović     | Monaco | 19         | 15     | 3       | 2      |

### Lyon-Villeurbanne - Nanterre
| 2 juin 2019 18h30 | Rapport | Lyon-Villeurbanne                                                            | 91–72                               | Nanterre                                                                                  |  | Astroballe, Villeurbanne | RMC Sport 2 |
| 2 juin 2019 18h30 | Rapport | Score par quart-temps : 29-24, 23-18, 17-15, 22-15                           |                                     |                                                                                           |  | Astroballe, Villeurbanne | RMC Sport 2 |
| 2 juin 2019 18h30 | Rapport | Score par mi-temps : 52-42, 39-30                                            |                                     |                                                                                           |  | Astroballe, Villeurbanne | RMC Sport 2 |
| 2 juin 2019 18h30 | Rapport | Adreian Payne, 21 DeMarcus Nelson, 7 Mantas Kalnietis, 6 DeMarcus Nelson, 23 | Points Rebonds Passes d. Évaluation | Nick Johnson, 18 Treadwell, Konaté, Gamble, Senglin, 4 Jeremy Senglin, 5 Nick Johnson, 19 |  | Astroballe, Villeurbanne | RMC Sport 2 |

| 4 juin 2019 20h45 | Rapport | Lyon-Villeurbanne                                                                      | 82–70                               | Nanterre                                                                    |  | Astroballe, Villeurbanne | RMC Sport 2 |
| 4 juin 2019 20h45 | Rapport | Score par quart-temps : 23-25, 21-16, 19-15, 19-14                                     |                                     |                                                                             |  | Astroballe, Villeurbanne | RMC Sport 2 |
| 4 juin 2019 20h45 | Rapport | Score par mi-temps : 44-41, 38-29                                                      |                                     |                                                                             |  | Astroballe, Villeurbanne | RMC Sport 2 |
| 4 juin 2019 20h45 | Rapport | Kalnietis, Noua, Bilan, 14 Noua, Bilan, Lighty, Kahudi, 6 Miro Bilan, 6 Miro Bilan, 23 | Points Rebonds Passes d. Évaluation | Haukur Pálsson, 18 Pálsson, Treadwell, 3 Nick Johnson, 5 Haukur Pálsson, 20 |  | Astroballe, Villeurbanne | RMC Sport 2 |

| 7 juin 2019 20h45 | Rapport | Nanterre                                                                  | 56–99                               | Lyon-Villeurbanne                                                            |  | Palais des sports Maurice-Thorez, Nanterre | RMC Sport 2 |
| 7 juin 2019 20h45 | Rapport | Score par quart-temps : 18-32, 15-26, 11-24, 12-17                        |                                     |                                                                              |  | Palais des sports Maurice-Thorez, Nanterre | RMC Sport 2 |
| 7 juin 2019 20h45 | Rapport | Score par mi-temps : 33-58, 23-41                                         |                                     |                                                                              |  | Palais des sports Maurice-Thorez, Nanterre | RMC Sport 2 |
| 7 juin 2019 20h45 | Rapport | Jeremy Senglin, 18 Jeremy Senglin, 4 Corentin Carne, 5 Jeremy Senglin, 21 | Points Rebonds Passes d. Évaluation | A. J. Slaughter, 20 Amine Noua, 8 Mantas Kalnietis, 6 Livio Jean-Charles, 25 |  | Palais des sports Maurice-Thorez, Nanterre | RMC Sport 2 |
| 7 juin 2019 20h45 | Rapport | Lyon-Villeurbanne remporte la série 3 matchs à 0.                         |                                     |                                                                              |  | Palais des sports Maurice-Thorez, Nanterre | RMC Sport 2 |

| Lyon-Villeurbanne                    | Lyon-Villeurbanne | Catégorie                   | Nanterre  | Nanterre       |
| ------------------------------------ | ----------------- | --------------------------- | --------- | -------------- |
| Adreian Payne                        | 40 (13,3)         | Points (moy. par match)     | 38 (12,7) | Jeremy Senglin |
| Miro Bilan Charles Kahudi Amine Noua | 15 (5)            | Rebonds (moy. par match)    | 10 (3,3)  | Jeremy Senglin |
| Mantas Kalnietis                     | 13 (4,3)          | Passes (moy. par match)     | 10 (3,3)  | Jeremy Senglin |
| Adreian Payne                        | 49 (16,3)         | Évaluation (moy. par match) | 41 (13,7) | Jeremy Senglin |

| Match | Joueur             | Équipe            | Évaluation | Points | Rebonds | Passes |
| ----- | ------------------ | ----------------- | ---------- | ------ | ------- | ------ |
| 1     | DeMarcus Nelson    | Lyon-Villeurbanne | 23         | 14     | 7       | 4      |
| 2     | Miro Bilan         | Lyon-Villeurbanne | 23         | 14     | 6       | 6      |
| 3     | Livio Jean-Charles | Lyon-Villeurbanne | 25         | 19     | 3       | 4      |

## Finale

### Lyon-Villeurbanne - Monaco
| 15 juin 2019 18h30 | Rapport | Lyon-Villeurbanne                                                                      | 81–71                               | Monaco                                                              |  | Astroballe, Villeurbanne | RMC Sport 2 |
| 15 juin 2019 18h30 | Rapport | Score par quart-temps : 24-21, 23-16, 17-17, 17-17                                     |                                     |                                                                     |  | Astroballe, Villeurbanne | RMC Sport 2 |
| 15 juin 2019 18h30 | Rapport | Score par mi-temps : 47-37, 34-34                                                      |                                     |                                                                     |  | Astroballe, Villeurbanne | RMC Sport 2 |
| 15 juin 2019 18h30 | Rapport | Livio Jean-Charles, 14 Livio Jean-Charles, 7 DeMarcus Nelson, 6 Livio Jean-Charles, 19 | Points Rebonds Passes d. Évaluation | Eric Buckner, 14 Yakuba Ouattara, 6 Dee Bost, 5 Gerald Robinson, 17 |  | Astroballe, Villeurbanne | RMC Sport 2 |

| 17 juin 2019 20h45 | Rapport | Lyon-Villeurbanne                                                      | 73–67                               | Monaco                                                |  | Astroballe, Villeurbanne | RMC Sport 2 |
| 17 juin 2019 20h45 | Rapport | Score par quart-temps : 21-17, 19-7, 13-18, 20-25                      |                                     |                                                       |  | Astroballe, Villeurbanne | RMC Sport 2 |
| 17 juin 2019 20h45 | Rapport | Score par mi-temps : 40-24, 33-43                                      |                                     |                                                       |  | Astroballe, Villeurbanne | RMC Sport 2 |
| 17 juin 2019 20h45 | Rapport | Théo Maledon, 12 Adreian Payne, 7 Mantas Kalnietis, 7 Théo Maledon, 13 | Points Rebonds Passes d. Évaluation | Eric Buckner, 15 Dee Bost, 6 Dee Bost, 9 Dee Bost, 15 |  | Astroballe, Villeurbanne | RMC Sport 2 |

| 20 juin 2019 20h45 | Rapport | Monaco                                                          | 97–62                               | Lyon-Villeurbanne                                               |  | Salle Gaston Médecin, Monaco | RMC Sport 2 |
| 20 juin 2019 20h45 | Rapport | Score par quart-temps : 22-17, 30-13, 28-22, 17-10              |                                     |                                                                 |  | Salle Gaston Médecin, Monaco | RMC Sport 2 |
| 20 juin 2019 20h45 | Rapport | Score par mi-temps : 52-30, 45-32                               |                                     |                                                                 |  | Salle Gaston Médecin, Monaco | RMC Sport 2 |
| 20 juin 2019 20h45 | Rapport | Dee Bost, 23 Lacombe, J. Jones, 6 Lazeric Jones, 4 Dee Bost, 21 | Points Rebonds Passes d. Évaluation | Miro Bilan, 14 Amine Noua, 7 Mantas Kalnietis, 4 Miro Bilan, 15 |  | Salle Gaston Médecin, Monaco | RMC Sport 2 |

| 22 juin 2019 18h30 | Rapport | Monaco                                                | 89–81                               | Lyon-Villeurbanne                                                           |  | Salle Gaston Médecin, Monaco | RMC Sport 2 |
| 22 juin 2019 18h30 | Rapport | Score par quart-temps : 23-18, 14-16, 28-22, 24-25    |                                     |                                                                             |  | Salle Gaston Médecin, Monaco | RMC Sport 2 |
| 22 juin 2019 18h30 | Rapport | Score par mi-temps : 37-34, 52-47                     |                                     |                                                                             |  | Salle Gaston Médecin, Monaco | RMC Sport 2 |
| 22 juin 2019 18h30 | Rapport | Dee Bost, 19 Eric Buckner, 6 Dee Bost, 6 Dee Bost, 23 | Points Rebonds Passes d. Évaluation | DeMarcus Nelson, 18 David Lighty, 9 Mantas Kalnietis, 5 DeMarcus Nelson, 19 |  | Salle Gaston Médecin, Monaco | RMC Sport 2 |

| 25 juin 2019 20h45 | Rapport | Lyon-Villeurbanne                                                             | 66–55                               | Monaco                                                          |  | Astroballe, Villeurbanne | RMC Sport 2 |
| 25 juin 2019 20h45 | Rapport | Score par quart-temps : 19-17, 8-18, 24-6, 15-14                              |                                     |                                                                 |  | Astroballe, Villeurbanne | RMC Sport 2 |
| 25 juin 2019 20h45 | Rapport | Score par mi-temps : 27-35, 39-20                                             |                                     |                                                                 |  | Astroballe, Villeurbanne | RMC Sport 2 |
| 25 juin 2019 20h45 | Rapport | Slaughter, Bilan, 11 Charles Kahudi, 10 DeMarcus Nelson, 4 Charles Kahudi, 17 | Points Rebonds Passes d. Évaluation | Bost, L. Jones, 13 Lacombe, Buckner, 5 Dee Bost, 3 Dee Bost, 11 |  | Astroballe, Villeurbanne | RMC Sport 2 |
| 25 juin 2019 20h45 | Rapport | Lyon-Villeurbanne remporte la finale 3 matchs à 2.                            |                                     |                                                                 |  | Astroballe, Villeurbanne | RMC Sport 2 |

| Lyon-Villeurbanne | Lyon-Villeurbanne | Catégorie                   | Monaco    | Monaco       |
| ----------------- | ----------------- | --------------------------- | --------- | ------------ |
| Charles Kahudi    | 45 (9)            | Points (moy. par match)     | 68 (13,6) | Dee Bost     |
| Charles Kahudi    | 23 (4,6)          | Rebonds (moy. par match)    | 22 (4,4)  | Paul Lacombe |
| Mantas Kalnietis  | 22 (4,4)          | Passes (moy. par match)     | 25 (5)    | Dee Bost     |
| DeMarcus Nelson   | 58 (11,6)         | Évaluation (moy. par match) | 83 (16,6) | Dee Bost     |

| Match | Joueur             | Équipe            | Évaluation | Points | Rebonds | Passes |
| ----- | ------------------ | ----------------- | ---------- | ------ | ------- | ------ |
| 1     | Livio Jean-Charles | Lyon-Villeurbanne | 19         | 14     | 7       | 2      |
| 2     | Théo Maledon       | Lyon-Villeurbanne | 13         | 12     | 2       | 2      |
| 3     | Dee Bost           | Monaco            | 21         | 23     | 2       | 2      |
| 4     | Dee Bost           | Monaco            | 23         | 19     | 4       | 6      |
| 5     | Charles Kahudi     | Lyon-Villeurbanne | 17         | 9      | 10      | 3      |